# Huayuan (köping i Kina, Shandong, lat 37,57, long 117,19)
Huayuan (kinesiska: 花园镇, 花园) är en köping i Kina. Den ligger i provinsen Shandong, i den östra delen av landet, omkring 100 kilometer norr om provinshuvudstaden Jinan. Antalet invånare är 43 233. Befolkningen består av 21 010 kvinnor och 22 223 män. Barn under 15 år utgör 17,0 %, vuxna 15-64 år 73 %, och äldre över 65 år 9,0 %.
Genomsnittlig årsnederbörd är 750 millimeter. Den regnigaste månaden är juli, med i genomsnitt 282 mm nederbörd, och den torraste är mars, med 3 mm nederbörd.